# Talos
A Talos (neve Talósz, a görög mitológia egyik alakjának nevéből ered) a troodontida theropoda dinoszauruszok egyik neme, amely Észak-Amerikában élt a késő kréta kor végén, 75,95 millió évvel ezelőtt. Fossziliáit az Amerikai Egyesült Államok területén, Utah államban találták meg.

## Anatómia

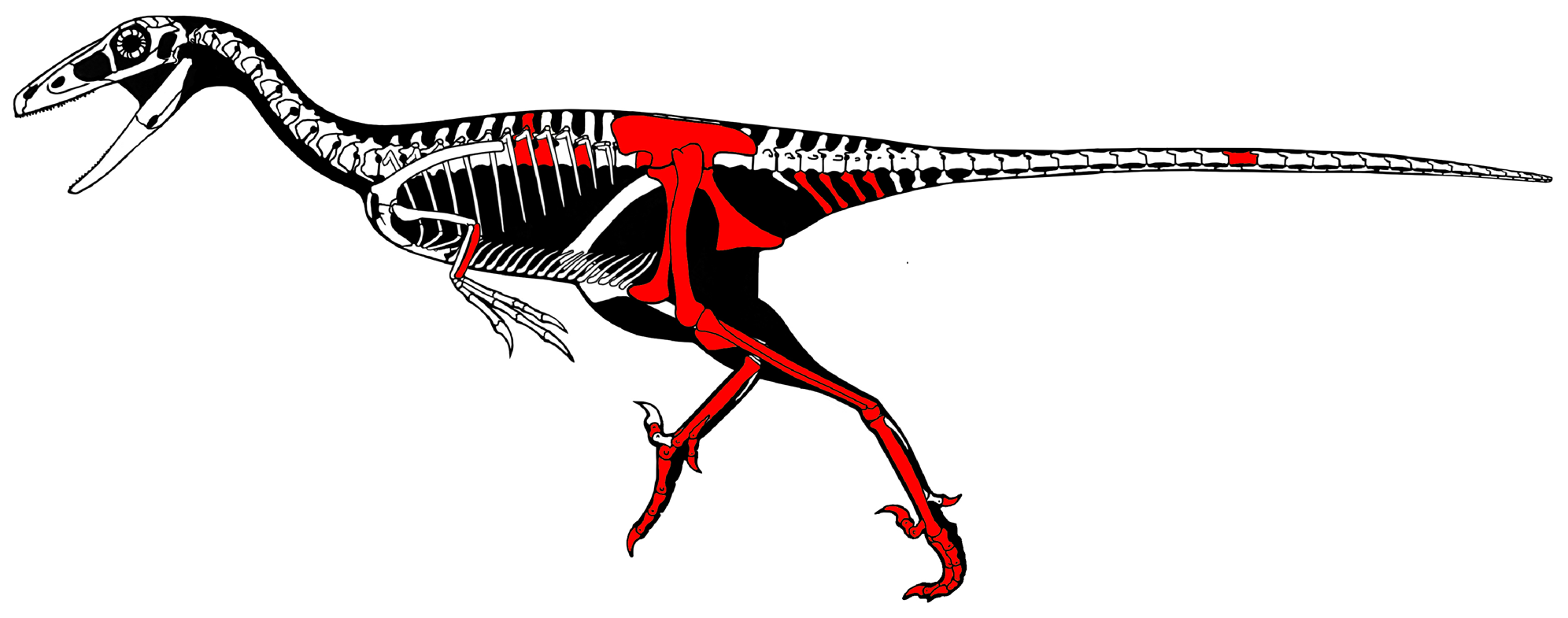
A holotípus csontvázának rekonstrukciója, az ismert részek pirossal jelölve

A Talos típuspéldányát, melynek megjelölése VP19479, a Utah Természettudományi Múzeumban őrzik. A holotípus tartalmazza a csípőt, a hátsó végtagokat, a gerinc néhány darabját és a bal singcsontot. A Talos körülbelül a két méteres hosszúságot érte el, súlya megközelítőleg 38 kilogramm volt. Az őshüllő hátsó végtagjain sarló alakú, nagyméretű karmok meredeztek. Hasonlóak találhatóak más kisebb testű theropoda lábán is, mint a Troodon vagy a Velociraptor esetében. A megtalált példány valószínűleg egy másik ragadozóval folytatott harcban szerzett sérülés miatt pusztult el.

## Felfedezése
A Talos maradványait 2008-ban Michael J. Knell fedezte fel a Kaiparowits-medencében, Utah államban. A fajt 2011-ben írta le Lindsay E. Zanno és társai. A fajnév Scott Sampsonra, a Utah Természettudományi Múzeum kutatójára utal, aki már régóta vezeti a Kaiparowits-medence dinoszauruszait feltáró projektet.
A Talos rendszertanilag egy kládba tartozik a Byronosaurusszal, a Saurornithoidesszel, a Zanabazarral és a Troodonnal.

## Fordítás
Ez a szócikk részben vagy egészben  a   Talos (dinosaur) című angol Wikipédia-szócikk ezen változatának fordításán alapul.  Az eredeti cikk szerkesztőit annak laptörténete sorolja fel. Ez a jelzés csupán a megfogalmazás eredetét és a szerzői jogokat jelzi, nem szolgál a cikkben szereplő információk forrásmegjelöléseként.